# ميخايلوفكا (مقاطعة فولغوغراد)
ميخايلوفكا، فولغوغراد أوبلاست (بالروسية: Михайловка) هي إحدى مدن روسيا في الكيان الفدرالي الروسي فولغوغراد أوبلاست.

## مراجع